# Ferdinand Fischer (Musiker)
Ferdinand Fischer (geborener Johann Fischer; * 12. Jänner 1652 in Kuchl; † 14. Februar 1725 in Buchkirchen) war ein österreichischer Lautenspieler, Komponist, Musikarchivar und Geistlicher.

## Leben
Der später als Ferdinand Fischer bekannte Musiker wurde als Johann Baptist Fischer am 12. Jänner 1652 in Kuchl bei Hallein geboren. Über Fischers Herkunft, Kindheit und Jugend ist (noch) wenig bekannt. Beim Eintritt in den Benediktinerorden nahm er den Namen Ferdinand an. Von 1677 bis 1680 studierte er Theologie an der Benediktiner-Universität in Salzburg und dort kam wahrscheinlich auch in Kontakt mit der musikalischen Avantgarde um den damaligen Hofkapellmeister Heinrich Ignaz Franz Biber, der Fischers späteres kompositorisches Schaffen auf der Laute nachhaltig prägen sollte. Er wurde 1680 zum katholischen Priester geweiht und feierte seine Primiz am 1. Jänner 1681 in Linz. Von 1683 bis 1685 unterrichtete er die Grammatikalklassen im Stift Kremsmünster, Im Schuljahr 1685/86 war er Präfekt und gleichzeitig Museumspräfekt des Gymnasiums. Er war auch als Professor der Humanistik an der Universität in Salzburg tätig. Um 1691 war er mehrere Jahre lang Prior des Stiftes Kremsmünster. Von 1693 bis zu seinem Lebensende 1725 wirkte er als Pfarrer in Buchkirchen bei Wels, wo er auch starb.

## Werk
Ferdinand Fischer spielte eine kostbare Laute aus der Werkstatt des bereits damals hochberühmten Magnus Tieffenbrucker, die 1604 in Venedig gebaut worden war. Im Jahre 1685 wurde sie wohl in Wien in der Werkstatt des „kayserlichen Hofinstrumentenmachers“ Matthias Fux in jene Form gebracht, in der sie sich bis heute in der Regenterei des Stiftes erhalten hat.
Zeit seines Lebens war er gut vernetzt mit anderen bekannten, zeitgenössischen Lautenspielern wie dem kaiserlichen Beamten Johann Anton Losy von Losinthal, dem Hofkanzlisten Ferdinand Ignaz Hinterleithner und Hof-Expediteur Johann Georg Weichenberger.
Neben seiner Tätigkeit als Lautenist war er auch ein sehr eifriger und qualitätsbewusster Sammler von Musik für sein Instrument. Etwa ein Drittel des umfangreichen Lautentabulatur-Bestandes im Stift Kremsmünster zeigt seine akribische und minutiöse Handschrift. 
Viele der von seiner Hand kopierten Werke haben in Kremsmünster als Unikate überlebt und können durch eindeutige stilistische Merkmale den damals führenden Komponisten für das Instrument zugewiesen werden.
Bei der 2012 vom Regens Chori des Stiftes, Pater Altman, in Auftrag gegebenen wissenschaftlichen Aufarbeitung und Faksimilierung der erhaltenen Lautenmusik-Bestände des Stiftes stellte sich heraus, dass ein großer Anteil der von Pater Ferdinand Fischer zusammengetragenen Sammlungen bislang unbekannt waren und in anderen Tabulaturen nicht nachweisbar sind.
Die hohe Originalität und die einzigartigen Stilmerkmale der neu entdeckten Kompositionen legen den Schluss nahe, dass sie aus der Hand eines einzigen Autors stammen, bei dem es sich sehr wahrscheinlich um Pater Ferdinand Fischer selbst handelt. Durch die Befreiung von der Notwendigkeit, seinen Lebensunterhalt mit dem Lautenspiel bestreiten zu müssen, konnte Ferdinand Fischer frei von wirtschaftlichen Zwängen seinen ganz eigenständigen Lautenstil ausformulieren.